# Kastner Gruppe
Die Kastner Gruppe (KASTNER GroßhandelsgesmbH) ist ein selbständiges, mittelständisches, österreichisches Familienunternehmen im Lebensmittelhandel, das sich seit seiner Gründung im Jahr 1828 vom Landkaufhaus zum Großhändler entwickelt hat. Derzeit beschäftigt das Unternehmen an acht Standorten (Amstetten, Eisenstadt, Jennersdorf, Krems, Wien (2 Standorte), Wolfsberg und Zwettl) rund 1.000 Mitarbeiter.

## Unternehmen
Kastner beliefert rund 260 A&O/Nah&Frisch-Einzelhandelskaufleute und betreibt 12 Nah&Frisch-Eigenfilialen, fungiert als Systemanbieter im Convenience-Bereich unter der Marke „Kastner Stop+Shop“ und forciert den Bio-Großhandel in Österreich mit der Firma Biogast. Mit acht Abholmärkten und dem Gastronomiezustellgroßhandel werden circa 10.000 Zustellkunden und 33.000 Abholkunden betreut. Kastner gilt nach Eigenaussage in vielen Sparten als Österreichs erster Multifachgroßhändler.
Mit der Marke „Kastner Geschirr&Co“ ist das Unternehmen nach Eigenangaben der zweitgrößte Nonfood-Großhändler für Gastronomie- und Küchenausstattung Österreichs.

## Kastner HandelsgesmbH
Die Firma Brückler war ursprünglich ein selbständiger Nah&Frisch-Großhändler mit Sitz in Jennersdorf für das Burgenland und die Südost-Steiermark, seit 2003 ist der Betrieb zu 100 % in die Kastner-Gruppe integriert und firmierte als Brückler Großhandelsges.m.b.H.bis zur Umbenennung in Kastner HandelsgesmbH am 1. Mai 2016.

## Nah&Frisch-Gesellschafter
Die Kastner Gruppe ist Gesellschafter bei der ZEV „Nah&Frisch“ Marketingservice GmbH und somit einer der drei Großhandelshäuser vom Nah&Frisch-Verbund. Im Detail hält Kastner 50 % Anteile (25 % Kastner HandelsgesmbH und 25 % Kastner Großhandelsgesellschaft) sowie die weiteren Großhändler Unigruppe und Kiennast je 25 %. Kastner ist auch Mitglied der Einkaufsgemeinschaft Markant Österreich.